# Melodrama (grup musical)
Melodrama és un grup de música pop català format el 1976 i que es donà a conèixer acompanyant Sisa durant una etapa de la seva trajectòria (al final dels anys 1970) i que es va veure reflectida al disc Sisa & Melodrama. Fou creat pels germans Dionís i Antoni Olivé, als quals s'hi afegiren Joan Navarro al teclat i Carles Collazos a la bateria. El 1981 la banda quedà completada amb la incorporació de Xavier Julià com a guitarrista.
Malgrat la seva breu discografia la formació és sovint reivindicada com un grup de culte.

## Primera etapa
El 1979 Melodrama veu editada la seva música fruit d'una col·laboració amb Jaume Sisa, de la qual sorgeix el disc Sisa i Melodrama. No obstant, passarien sis anys abans que la banda no publiqués el seu primer disc en solitari, L'èxit truca a la porta (1985). Un any abans, el grup havia compost la sintonia pel programa infantil de TV3 "Fes Flash!!!".
Des dels seus inicis el grup està molt vinculat al novè art. Això és degut a l'amistat dels germans Olivé amb el crític de còmic Ramón de España i també a l'activitat professional del teclista Joan Navarro, que és director de revistes com Cairo (1981) o Cimoc (1981) i que a partir del 1988 fins i tot esdevé director del Saló Internacional del Còmic de Barcelona. Sota el nom de Los viñetas, el grup actua al primer Saló del Còmic l'any 1981. Un vincle addicional al novè art queda reflectit en una de les cançons més populars del grup, Fes Flash!! (1984), la qual fa referència a la línia clara en una de les seves estrofes.
La primera etapa del grup conclou el 1991 amb l'edició del seu segon disc en solitari, anomenat Grandes fracasos 1976-1991.

## Segona etapa
Després de diversos anys de silenci, el 2010 surt a la llum el disc Dilluns a Tànger. El títol fa referència al Carrer Tànger de Barcelona, en el qual hi ha ubicat un magatzem de Joan Navarro que el grup utilitza com a local d'assaig. Aquest mateix any té lloc una nova actuació de Melodrama al Saló del Còmic de Barcelona, en una edició amb un fort protagonisme de la música.

## Discografia
LP's
- Sisa i Melodrama (Edigsa, 1979)

- L'Èxit truca a la porta (Audiovisuals de Sarrià, 1985)
- Grandes Fracasos 1975-1991 (Transdisc, 1991)
- Dilluns a Tànger (Mitik, 2010)

Singles
- No me digas que me dejas/Tu, jo i el Tibidabo (Edigsa, 1980)
- Sabor a Tutti-frutti/Me equivoco (Epic, 1982)
- Fes Flash! (Audiovisuals de Sarrià, 1984)

Altres
- Comiendo Pan (Lp 'Barcelona Ciudad Abierta', Wilde Records, 1983)

Col·laboracions
Melodrama ha col·laborat amb el disc 'Passos de zebra a l'infinit' de Splac (l'Indi music 2008).

## Components
- Dionis Olivé (veu)
- Toni Olivé (baix)
- Joan Navarro (teclats)
- Carles Collazos (bateria)
- Xavier Julià (guitarra)